# 스텔라장
스텔라장(Stella Jang, 본명: 장성은, 張星銀, 1991년 11월 18일 ~ )은 대한민국의 싱어송라이터이다.

## 생애
초등학교를 마치고 중학교 때 프랑스로 유학갔으며 리세 앙리 4세 (Lycée Henri-IV) 학교를 졸업하였다. 이후 그랑제콜인 아그로 파리테크에 진학해 졸업하였다. 프랑스인들이 한국 이름을 발음하기 어려워해서, 선생님이 별을 의미하는 "스텔라"(Stella)라는 이름을 지어주었다. 참고로, 본인의 이름 성은 중 '성'은 한자로 별 성(星)자를 쓴다.

## 음반 목록

### EP
- Colors (2016)
- 월급은 통장을 스칠 뿐 (2017)
- Stella Jang & Pleyn - staples (2018)
- 유해물질 (2019)

### Album
- STELLA I (2020)
- STELLA II (2025)

### 싱글
- "어제 차이고" (2014)
- "It's Raining" (2015)
- "뒷모습" (2015)
- "Alright" (2017)
- "그대는 그대로" (2017)
- "CHEERLEADER" (2017)
- "아이고(I Go)" (2018)
- "카페인(Under Caffeine)" (2018)
- "니맘내맘" (2018)
- "아름다워(디깅스클럽서울 Ver.)" (2018)
- "색깔 Song" (???) (한때 틱톡에서 유행했다)
- "No Question (Duet. 매드 클라운)" (2019)
- "YOLO" (2019)
- "보통날의 기적(Feat. 폴킴)" (2019)
- "villain" (2018)
- "Orange, You’re Not a Joke to Me!" (2023)

### OST
- "나만 아는 엔딩" (2017, 사랑의 온도)
- "날 알아줄까" (2017, 로봇이 아니야)
- "요즘 청춘" (2018, 시를 잊은 그대에게)
- "하얀비" (2018, 검법남녀)
- "그대만 보여" (2018, 제3의 매력)
- "Swing Baby" (2018, 나는 길에서 연예인을 주웠다)
- "널 알고 싶어" (2018, 열두밤)
- "Love Story" (2018, 복수가 돌아왔다)
- "Magic" (2019, 봄이 오나 봄)
- "Sunny Day" (2019, 초면에 사랑합니다)
- "아무도 모르는 엔딩" (2019, 최고의 엔딩)
- "Dear My" (2019, 열여덟의 순간)
- "어항" (2019, 청일전자 미쓰리)
- "Right Time and Right Place" (2018, 초콜릿)
- "선물" (2023, 유괴의 날)

### 참여
- 긱스 - Backpack - It's Raining (Skit), 잉여인간 (Skit) 2013.4.29 | 가창
- 루이 (긱스) - 영감 - Parce Que C'est Moi 2014.3.27 | 가창
- 크루셜 스타 - Boyhood - Pet, Boys To Men (Bonus Track) 2015.5.7 | 가창
- 버벌진트, 산체스 - 여자 - 다른그림찾기 2015.8.31 | 가창
- 조영현 - Fisherman 2015.10.6 | 랩
- Thinking of you 2016.12.14 | 디지털싱글 | 네이버 뮤지션리그
- 찬영 (하트비) - 달콤그녀 2016.5.19 | 가창
- 한요한 - 911 - Can't Get Close 2016.5.19 | 가창
- 플레인 - 석양 2016.7.26 | 가창
- 블락비 바스타즈 - 타이트하게 - INTRO 2016.10.31 | 나레이션
- 김태균 (테이크원) - 녹색이념 - 섬광, 대마초, 막다른 길, 잔상, 겨울잠, 자각몽 2016.12.31 | 나레이션, 가창, 작곡
- 스텔라장 & 키썸 - Story About : 썸, 한달 - 울기 일보 직전 2017.6.21 | 디지털 싱글 | CJ E&M
- 이루펀트 - 여행의 기술 - 까미유 2017.5.16 | 가창
- 긱스 - FIREWORKS - 문제아 2017.7.18 | 가창
- 이승환 - 너만 들음 돼 - 너만 들음 돼 2018.7.13 | 가창
- 김영근 - 하늘 별 2018.11.27 | 가창, 랩
- 올티 - 파티모집 (Feat. 펀치넬로,Young B) 2019.10.12 | 가창
- 방탄소년단 - 친구

## 방송

### 예능
- 2018년 MBC 미스터리 음악쇼 복면가왕 - 여기가 김연아의 나라입니까? 피겨퀸 <참가자>
- 2018년 KBS2 삼청동 외할머니
- 2019년 tvN 작업실

### 드라마
- 《초면에 사랑합니다》 (2019년, SBS) - 가수 역 (특별출연)

### 라디오
- SBS 파워FM《애프터 클럽 수요일 DJ》 2019년 1월 29일 ~ (AM 1:00 ~ 3:00)

- KBS WorldRadio《박정현의 One Fine Day 목요일 고정 게스트》 2018년 12월 13일 ~ (PM 6:10 ~ 7:10)

- KBS CoolFM《박원의 키스 더 라디오 목요일 고정 게스트》 201?년 ??월 ??일 ~ 2020년 3월 26일(PM 11:00 ~ 12:00)